# Olga Nordenskiöld
Olga Vilhelmina Nordenskiöld, född Adelöw den 12 februari 1887 i Uppsala, död den 3 januari 1959 i Örebro, var en svensk friherrinna och upptäcktsresande, gift med Erland Nordenskiöld och medlem av flera expeditioner till Sydamerika där de studerade ursprungsbefolkningar och insamlade artefakter som fördes till Göteborgs museum. Hennes första expedition var till Bolivia 1913–1914. Olga Nordensköld var även med och grundade Sociedad Sueco-Hispano-Americana de Gotemburgo 1920 och verkade inledningsvis som dess vice ordförande.

Olga Nordenskiöld i en grotta med hällristningar i Saipina, Santa Cruz, Bolivia 1913-1914.

Hon var dotter till snickaren Vilhelm Ferdinand Adelöw och Johanna Karolina Widlund. Hon gifte sig 2 april 1910 med Erland Nordenskiöld.